# 新慶村 (屯門區)

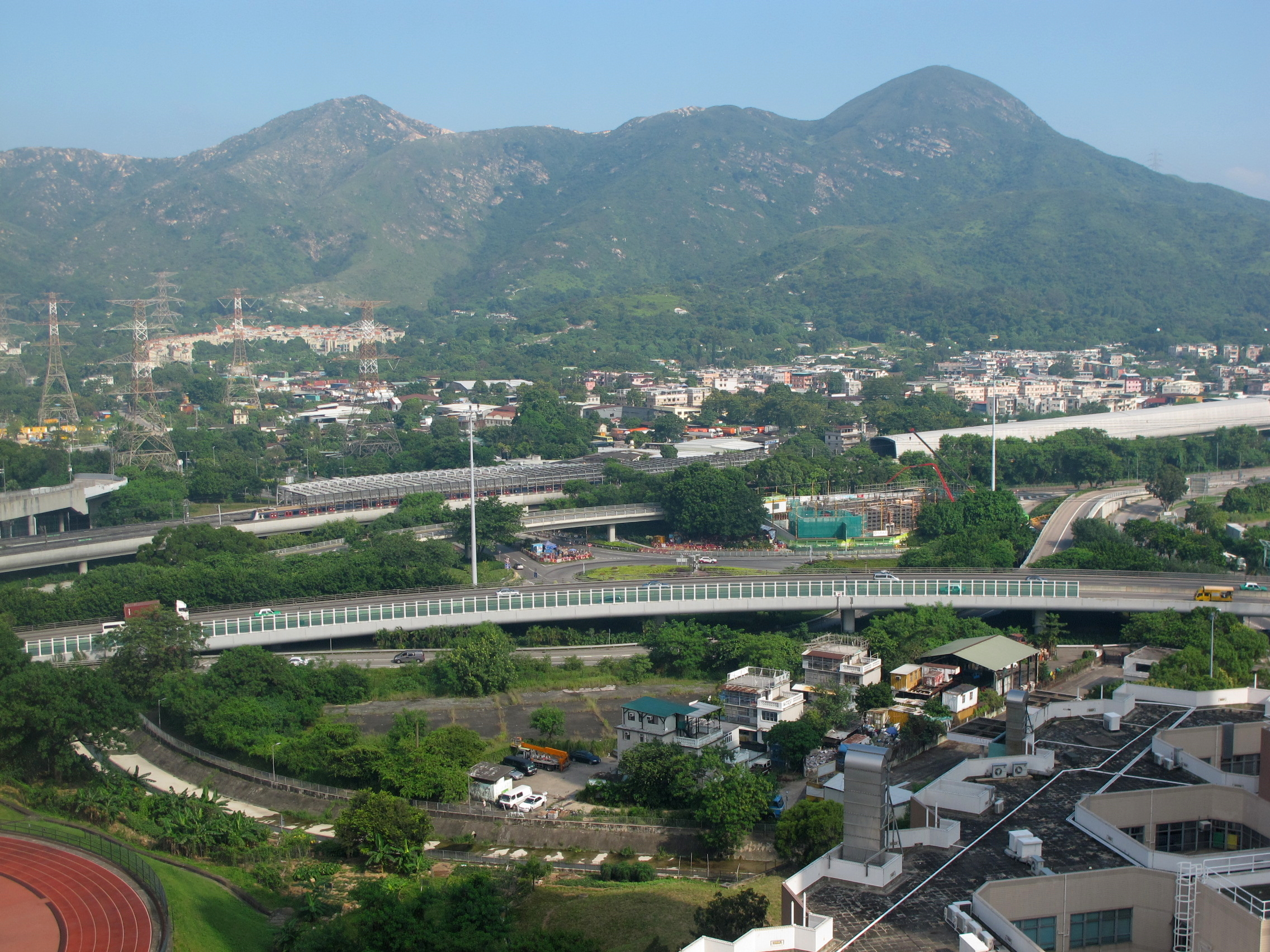
新慶村（左）及屯子圍（右）一景，後方為圓頭山（右方的山峰）

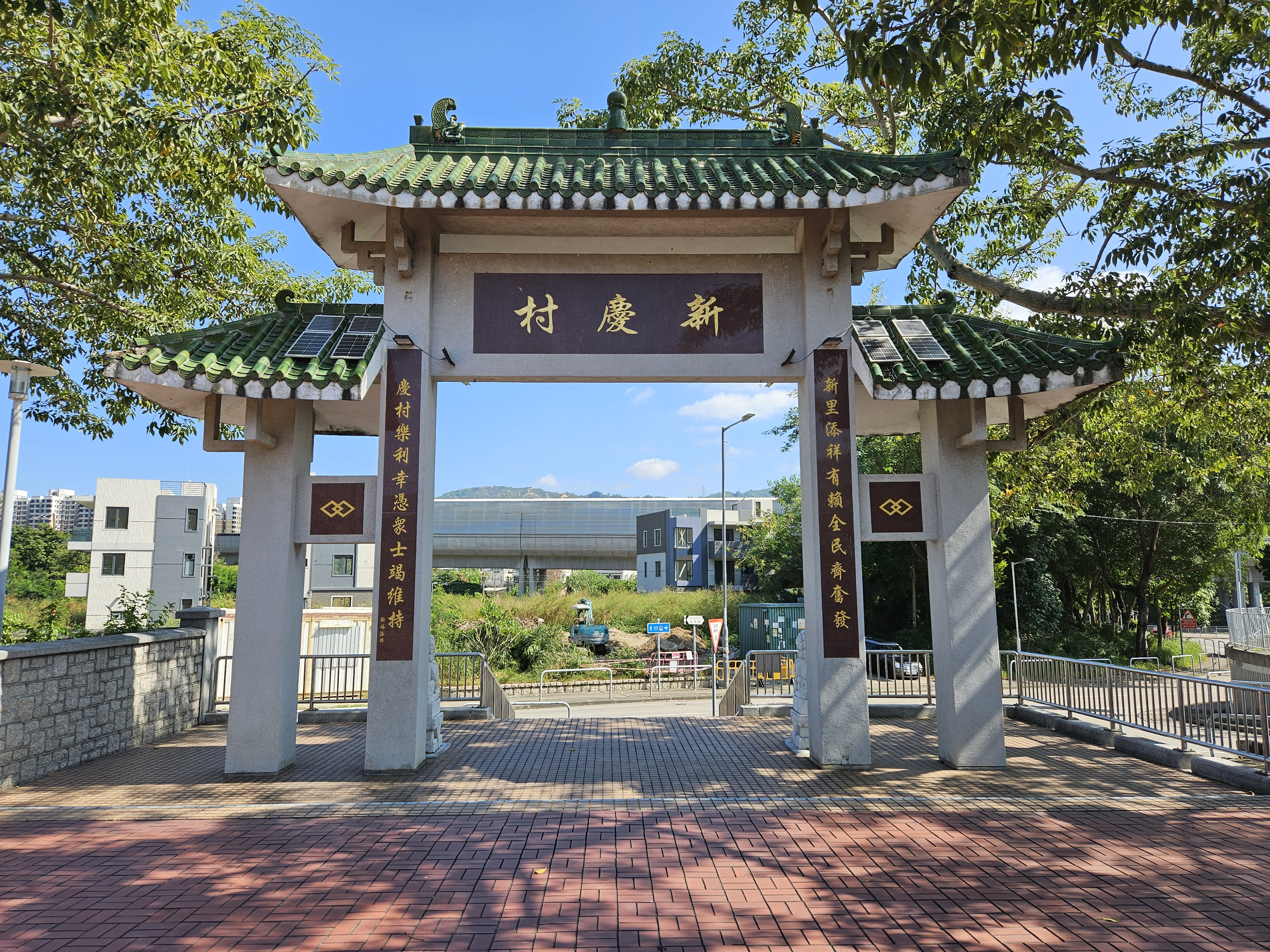
新慶村牌坊

新慶村（英語：San Hing Tsuen）是一個位於香港屯門區藍地的鄉村，是蕭姓原居民的村落。

## 歷史
田子圍／屯子圍有蕭姓人士，於一九一八年間遷居，建立一條新慶村。

## 地區行政
新慶村是屯門鄉事委員會中36個鄉村代表之一。在選舉劃分上，該村屬於屯門區議會的欣田選區之內 ，現由民建聯兼新界社團聯會成員、青年民建聯副秘書長賴嘉汶擔任當區區議員。而在立法會地區直選中，則屬於新界西（LC4）選區。

## 外部連結
- 居民代表選舉新慶村（屯門）的劃定現有鄉村範圍（2019-2022年） （页面存档备份，存于）

22°25′04″N 113°58′43″E / 22.417740°N 113.978719°E